# 桓仁球蛛
桓仁球蛛（学名：Theridion huairenensis）为球蛛科球蛛属的动物。在中国大陆，分布于辽宁等地。该物种的模式产地在辽宁。